# Bashar Abdullah
Bashar Abdullah Salem Abdulaziz, meglio noto solo come Bashar Abdullah o anche Bashar Abdulaziz (Al Kuwait, 12 ottobre 1977), è un ex calciatore kuwaitiano, di ruolo attaccante.
Con 75 gol realizzati in 133 partite disputate, è il miglior marcatore della Nazionale kuwaitiana.

## Carriera

### Club
Bashar Abdullah ha iniziato a giocare nelle giovanili dell'Al Salmiya. Nel 1994 è passato in prima squadra, vincendo subito il campionato kuwaitiano e ripetendosi tre anni più tardi.
Nel 1998 è passato ai sauditi dell'Al-Hilal per poi tornare l'anno seguente Al Salmiya, concludendo la stagione con la vittoria del suo terzo campionato kuwaitiano personale.
Nel 2001 si è trasferito in Qatar firmando per l'Al-Rayyan e l'anno seguente ha fatto di nuovo ritorno Al Salmiya con cui ha vinto la Coppa del Kuwait.
Nel 2003 ha firmato per l'Al-Ain, squadra degli Emirati Arabi Uniti, con cui ha vinto il campionato emiratino. A fine stagione è rientrato in patria, passando all'Al-Kuwait e l'anno successivo ha iniziato il quarto periodo di militanza nell'Al Salmiya.
Dopo altri 5 anni trascorsi nell'Al Salmiya, nel 2010 ha firmato nuovamente per l'Al-Kuwait.

### Nazionale
Bashar Abdullah ha esordito nella Nazionale kuwaitiana il 16 marzo 1996 in amichevole a Madinat al-Kuwait contro la Finlandia e ha segnato il primo gol con la maglia della Nazionale nella successiva partita disputata, il 23 maggio 1996 contro la Siria.
Ha fatto parte del periodo d'oro del calcio kuwaitiano tra il 1996 e il 1998, quando, oltre a vincere due Coppe delle Nazioni del Golfo, ha raggiunto anche la semifinale della Coppa d'Asia 1996 e la finale della Coppa araba 1998 e dei Giochi asiatici 1998.
Ha fatto parte anche della squadra olimpica per le Olimpiadi di Sydney nel 2000.
Bashar Abdullah si è ritirato dalla Nazionale nel 2007 dopo aver disputato 133 partite nelle quali ha segnato 75 reti che lo rendono il primatista della Nazionale kuwaitiana sia per quanto concerne le presenze sia per i gol segnati.

## Palmarès

### Club

#### Competizioni nazionali
- Campionato kuwaitiano: 3

Al Salmiya: 1994-1995, 1997-1998, 1999-2000
- Kuwait Emir Cup: 1

Al Salmiya: 2000-2001
- Campionato emiratino: 1

Al-Ain: 2003-2004

### Nazionale
- Coppa delle Nazioni del Golfo: 2

1996, 1998